# Nanz-Gruppe
Die Nanz-Gruppe war ein Lebensmittelfilialunternehmen aus Stuttgart, das um 1950 von Lydia Nanz gegründet wurde. 1993 wurde das Unternehmen an die AVA AG verkauft und ging 1998 endgültig in der Edeka auf. Die Nanz Zentrale Verwaltungs KG wurde am 28. Januar 2008 aus dem Handelsregister gelöscht.

## Geschichte
Nach dem Zweiten Weltkrieg gründete die aus Stuttgart stammende Lydia Drexler-Nanz (1919–2021) einen der ersten Selbstbedienungsläden in Deutschland. Die Idee dazu hatte sie aus den USA und brachte sie mit nach Deutschland. Sie baute aus dem kleinen Tante-Emma-Laden einen Supermarkt. Innerhalb weniger Jahre wuchs daraus eines der ersten Filialunternehmen heran. Die Nanz-Supermärkte waren geboren. 1969 stieg Helmut Nanz in das Familienunternehmen ein. Er studierte in München und Nürnberg Betriebswirtschaftslehre und konnte so sein Wissen in das Unternehmen mit einbringen.

### Expansion
Bereits 1980 wurden sechs All-Märkte von der Hartwig Bronner KG im Stuttgarter Umland übernommen. 1984 wurde zusammen mit der Ulmer Karl Gaissmaier GmbH & Co. KG die Handelsunion Nanz + Gaissmaier oHG mit Sitz in Stuttgart gegründet. Ziel dieser Union war es, eine Einkaufsgenossenschaft zu gründen, um das Filialnetz beider Unternehmen weiter auszubauen. Doch schon ein Jahr später verkaufte Karl Gaissmaier seine kompletten Anteile an die Nanz-Gruppe. Mit dem Verkauf wurde die Gaissmaier Verwaltung in Ulm und 22 Filialen des Unternehmens geschlossen. Die restlichen Filialen gingen an Nanz. Damit wuchs die Nanz-Gruppe nochmal kräftig weiter. Durch die Übernahme kamen neue Vertriebslinien zum Unternehmen hinzu, die big-Verbrauchermarkt GmbH sowie die big-Discount GmbH. Neben den Nanz-Supermärkten und den Preisfux-Verbrauchermärkten waren nun auch die big-Märkte Teil der Nanz-Gruppe.

### Krise/Verkauf
1990 gehörten der Nanz-Gruppe bereits 8 Vertriebslinien an, mit einem Umsatz von über 2 Mrd. DM. Das machte andere Mitbewerber aufmerksam. 1992 wurden 118 Märkte an die Schwarz-Gruppe (Lidl) verkauft. Die Betriebsräte der Nanz-Niederlassungen kritisierten die Pläne der Geschäftsleitung und forderten ein sofortiges Gespräch über die Zukunft des Unternehmens. 1993 zeigte die AVA Allgemeine Handelsgesellschaft der Verbraucher AG großes Interesse an dem Stuttgarter Filialunternehmen. Mit Erfolg, denn im selben Jahr beteiligte sich die AVA AG mit über 59 Prozent an dem Unternehmen. Damit verlor die Nanz-Gruppe ihre Selbstständigkeit. Die Familie Nanz hielt nur noch 15 Prozent am Unternehmen, da der Rest an die Edeka-Gruppe verkauft wurde. Doch 1997 wurden starke Verluste verrechnet. Das Unternehmen brachte kaum noch Gewinn ein. Die AVA bzw. Edeka versuchten die Umsätze durch Umstrukturierung und Schließungen schwächerer Märkte wieder nach oben zu treiben. Gleichzeitig wollte man alle Anteile der drei Teilhaber an die Edeka Südwest verkaufen, die das Unternehmen endgültig wieder auf Kurs bringen sollte. 1998 wurde das Unternehmen an die Edeka Südwest verkauft und alle Märkte auf das Edeka-Netz umgestellt.
Am 28. Januar 2008 wurde das Unternehmen aus dem Handelsregister gelöscht.

## Vertriebslinien der Nanz-Gruppe
- Nanz (Supermärkte)

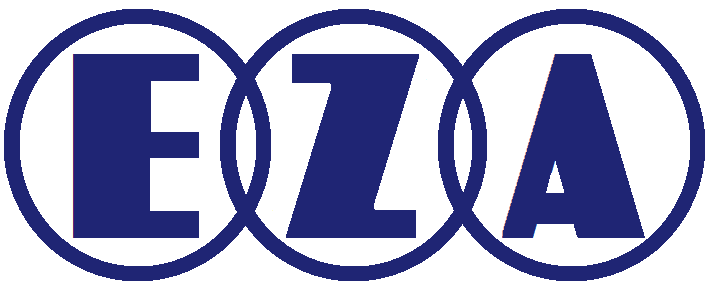
EZA Einkaufszentrum Für Alle

- EZA (großflächige Verbrauchermärkte)
- Preisfux (kleine bis mittelgroße Verbrauchermärkte)
- BIG (SB-Warenhäuser)
- BIG Bau&Hobby (großflächige Baumärkte)
- BIG Tech-Markt (Unterhaltungselektronik)
- 1a Discount (großflächige Verbrauchermärkte)
- Aktuell (Discounter)
- Billich (Lebensmittel-Discounter)